# Kirsten Storms
Kirsten Renee Storms (8 de abril de 1984, em Orlando, Flórida) é uma atriz americana. Seu maior ruptura veio quando ela foi lançada como Isabella "Belle" Black na novela da NBC Days of our Lives 1999-2004. Também ficou muito conheciada pela sua particicpação como Nikky no Seriado do Disney Channel That's so Raven.
Após sua saída de Dias de nossas vidas, em 2005, foi lançado Storms Maxie Jones como personagem na novela da ABC Hospital Geral e seu spin-off General Hospital: Night Shift.